# Power, Corruption & Lies
Power, Corruption & Lies (рус. Власть, коррупция и ложь) — второй студийный альбом британской рок-группы New Order, вышедший в 1983 году. В британском хит-параде альбом занял 4-е место.

## Об альбоме
Перемешавший песни в стилях рок и электро, Power, Corruption & Lies многие годы считался самым новаторским и влиятельным альбомом в творчестве группы. От былого постпанка в музыке New Order не осталось и следа.
Часть песен была написана летом и осенью 1982 года, остальные — во время подготовки альбома. Другие аранжировки песен «We All Stand» и «5 8 6» можно услышать в альбоме The Peel Sessions, который содержит записи января 1982 года.

## Обложка
Обложка альбома оформлена Питером Сэвиллом. На лицевой стороне помещён натюрморт Анри Фантен-Латура «Корзина с розами» и хроматический код альбома.
В 2010 году Королевская почта Великобритании выпустила марку с изображением обложки.
В 2011 году обложка альбома заняла 21-е место в списке лучших обложек альбомов всех времен по мнению читателей интернет-издания Music Radar.

## Признание
В 2020 году Power, Corruption & Lies занял 262 место в списке «500 величайших альбомов всех времён» по версии журнала Rolling Stone.

## Список композиций
1. «Age of Consent» — 5:16
2. «We All Stand» — 5:14
3. «The Village» — 4:37
4. «5 8 6» — 7:31
5. «Your Silent Face» — 6:00
6. «Ultraviolence» — 4:52
7. «Ecstasy» — 4:25
8. «Leave Me Alone» — 4:40

## Участники записи
New Order:
- Бернард Самнер — вокал, гитара, синтезатор, программирование
- Питер Хук — 4- и 6-струнная бас-гитара, электронные барабаны
- Джиллиан Гилберт — синтезатор, программирование, гитара
- Стивен Моррис — ударные, синтезатор, программирование

Технический персонал:
- New Order — продюсирование
- Майкл Джонсон — инженер
- Барри Сейдж и Марк Боун — ассистенты звукорежиссёра